# Novo djelo koje podučava govoriti slavenski jezik
Novo djelo koje podučava govoriti slavenski jezik (Opera nuova che insegna a parlare la lingua schiavonesca)  je prvi hrvatski rječnik. Napisao ga je španjolski Židov i jakinski trgovac Petar Lupis Valentijan 1527. godine. Djelo je mali talijansko-hrvatski rječnik. U ovo je djelce Valentijan unio 328 hrvatskih riječi. Hrvatske su riječi većinom sjevernočakavske, vjerojatno od senjske čakavštine. Također sadrži nešto hrvatskih riječi na dubrovačkome dijalektu.
Talijansko-hrvatski rječnik Petra Lupisa Velentiana s konverzacijskim priručnikom Opera nuova che insegna a parlare la lingua schiavonesca alli grandi, alli picoli et alle donne tiskan je u Anconi 1527. godine u tiskari Bernardina Guerraldyja.

## Opis
Riječ je o jezičnom priručniku maloga formata - o knjižici od samo osam stranica koja je od izuzetne važnosti za povijest hrvatske leksikografije jer početak hrvatske leksikografije pomiče u prva desetljeća 16. stoljeća (68 godina prije Vrančićeva rječnika iz 1595. godine).
To je leksikografsko djelo s abecednim popisom talijanskih riječi. Ima 196 talijanskih natuknica prevedenih na hrvatski jezik, s malim konverzacijskim priručnikom i obrascem za pisanje pisma. Talijanskih je riječi ukupno 412, a hrvatskih 328.
Rječnik je u münchenskoj Državnoj bavarskoj knjižnici pronašao češki slavist Jan Petr i prvi ga opisao u časopisu Slavia 42 (1973: 44-67).
Na naslovnoj stranici donosi se podatak o godini izdanja (1527.), ali se ne navodi ime autora, kao ni podatak o mjestu tiskanja. Do tih je podataka došao Jan Petr na temelju iscrpnoga istraživanja. Autor je Petar Lupis Valentiano (Pietro Lupis Valentiano), trgovac španjolskoga podrijetla, koji je boravio u Anconi i za potrebe trgovaca (uglavnom onih na obalnom dijelu ondašnje Hrvatske) sastavio rječnik i dao ga tiskati.
Jezično, djelo je dijalektno mješovito, i s obzirom na talijanski i s obzirom na hrvatski jezik. Talijanski jezik ima obilježje mletačkih i furlanskih govora, s ponešto firentinizama, dok hrvatski upućuje na čakavsko-ikavske govore sjeverno od Zadra (Senj), sa sporadičnim utjecajem štokavsko-jekavskoga dubrovačkoga govora. Refleks jata stoga je uglavnom ikavski, odnosno ikavsko-ekavski (s ekavizmima prema Jakubinskij-Meyerovu zakonu) te, sporadično, jekavski.
Rječnik Petra Lupisa Valentiana značajno je djelo hrvatske leksikografije. Osim što je to prvi leksikografski rad u povijesti hrvatske leksikografije, u njemu se potvrđuju riječi koje se ne nalaze u Akademijinu Rječniku, kao i riječi koje Akademijin Rječnik navodi s kasnijim datumom. Valja istaknuti da rječnik donosi neke poslovice, uglavnom talijanske prevedene na hrvatski jezik. Djelo je bitno za usporedno proučavanje onodobnih hrvatskih i talijanskih jezičnih dodira.